# Ingrid Hjertén
Ingrid Fredrika Hjertén, född 1915 i Grängesberg, död 1998 i Täby, var en svensk målare. Hon studerade hos Edward Berggren och Edvin Ollers, samt i Paris för André Lhote. Hon har målat landskap och stilleben och särskilt blommor men även porträtt i olja.